# Cymbiola sophia
Cymbiola sophia is een slakkensoort uit de familie van de Volutidae. De wetenschappelijke naam van de soort is voor het eerst geldig gepubliceerd in 1846 door Gray.